# مونيكا لودفيغ
مونيكا لودفيغ (بالألمانية: Monika Ludwig)‏ هي رياضياتية نمساوية، ولدت في 1966.